# Système éducatif en Argentine

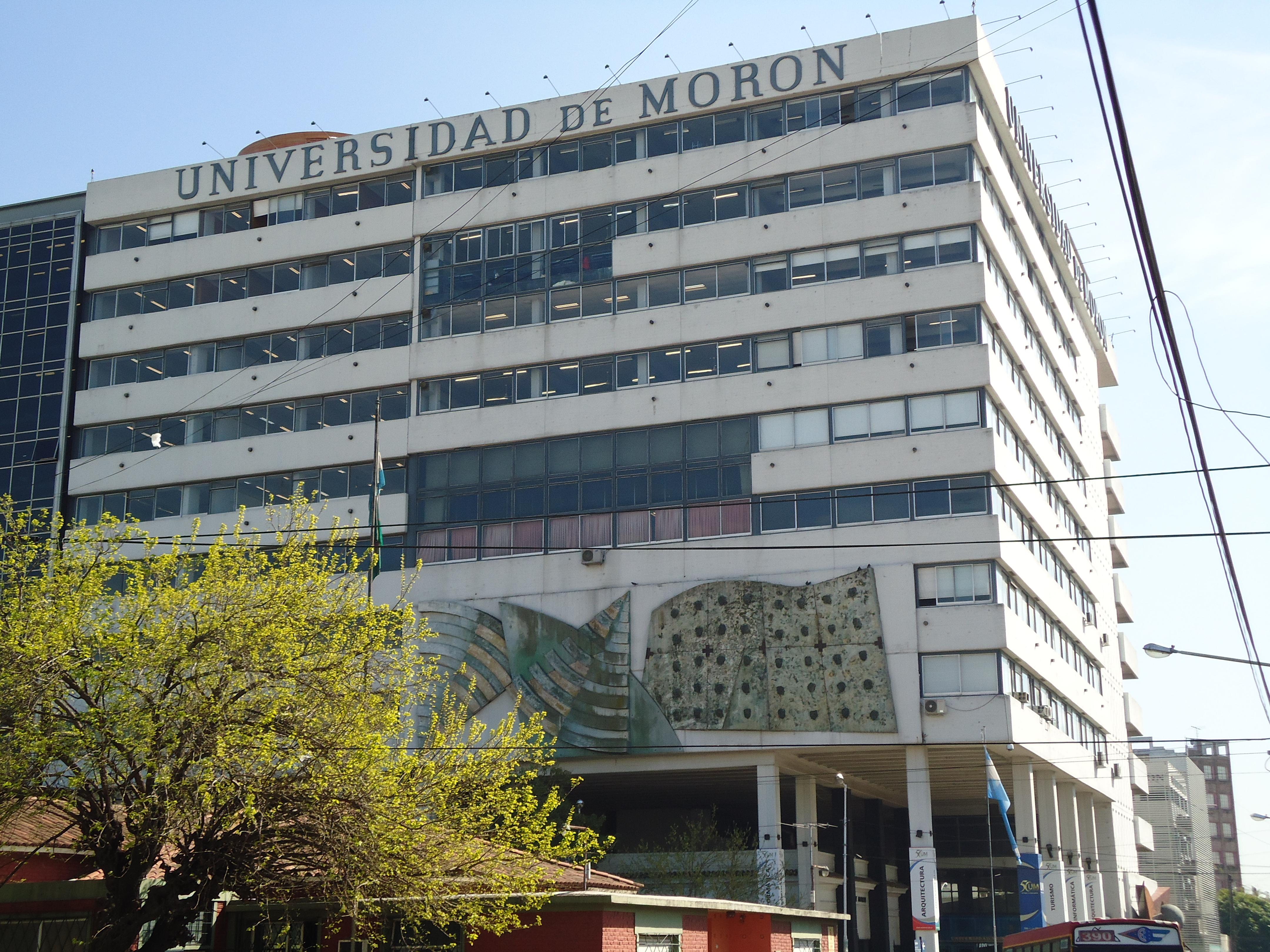
Université de Morón en Argentine

L’éducation en Argentine est considérée comme une des plus avancées et progressistes d'Amérique latine. Elle est reconnue notamment par l'UNESCO et l'UNICEF.

## Caractéristiques

### Nouvelle loi sur l'éducation en Argentine
En Argentine, l'éducation se divise en quatre niveaux. Le premier comprend six grades (du premier au sixième) et se nomme EPB (Éducation Primaire  Basique). Celui-ci se divise lui-même en 2 cycles :
1. EPB I : Première, Deuxième et Troisième année scolaire
2. EPB II : Quatrième, Cinquième et Sixième année scolaire

Le second niveau, appelé Éducation Secondaire Basique (ESB) comprend trois grades. Il est suivi par l'École Secondaire Orientée (ESO), le troisième niveau dure trois ans et offre plusieurs orientations. Une fois l'ESO forme le dernier cycle scolaire obligatoire en Argentine.
1. ESB I : Première, Deuxième et Troisième année scolaire
2. ESO II : Quatrième, Cinquième et Sixième année scolaire

## Histoire de l'éducation en Argentine
Le système d'éducation d'Argentin a été propulsé par le président Domingo Faustino Sarmiento. Celui-ci a incité l'immigration de professeurs nord-américains et a mis en place une éducation à l'européenne. Il a également fait construire des écoles et des bibliothèques tout autour du pays. Ceci a permis de doubler le nombre d'élèves durant son mandat.
Une première loi offrant une école universelle obligatoire, gratuite et laïque (Loi 1420 sur l'Education) fut votée en 1884 durant le mandat de Julio Argentino Roca.
L'éducation religieuse à l'école publique fut rétablie en 1943 durant la brève dictature de Pedro Pablo Ramirez jusqu'à la prise de pouvoir de Juan Domingo Perón qui, à la suite d'un conflit avec l'Église rétablit l'éducation laïque. 
Le régime de la Révolution libératrice fut détruire les livres de propagande péroniste et interdit la représentation ainsi que la mention de Perón et d'Evita d'après le décret 4161 paru le 5 mars 1956.
Le "desarollisme" sous le gouvernement de Frondizi (1958-1962) permit une expansion à l'international des cursus techniques et l'introduction de la théorie du capital humain dans l'éducation. l'époque des grands chiffres, d'alphabétisation, d'inscription à l'école primaire permis au pays de s'insérer sur la scène internationale. Les gouvernements militaires de 1966 à 1973 puis de 1976 à 1983 n'ont pas établi de réformes progressistes dans l'éducation du pays. Au contraire, le manque de cohérence de politique éducatives et de financement prévalut un début de dénationalisation administratives des écoles primaires en 1978 aux provinces. 
Le retour à la démocratie sous Alfonsin en 1983 puis les politiques néolibérales des années 1990 ont fait connaitre les plus grandes réformes du système éducatif argentin. La loi de transferance (1991), terminant de fereraliser les écoles primaires aux provinces avec une évaluation et formation des maîtres nationale, la loi fédérale d'éducation, (1993) relevant la durée obligatoire de scolarisation à 10 ans, en établissant le « EGB » et le cursus de "polymodal". et la loi d'éducation supérieure (1995) ouvrant l'auto-régularisation administrative des universitaires et l'ouverture de la formation tertiaire au privé. 
Il faudra attendre 2006 pour connaitre une réforme du système éducatif, La loi Nationale d'Éducation sous Nestor Kirchner, reprenant les modalités du cursus primaire et secondaire, mettant fin au système polymodal (qui fractionna et segmenta la société) et la répartition équitable du budget à l'éducation dans tout le pays (6 % du PIB national reparti à l'éducation).